# Tord Hubert
Tord Hubert (pseudonym för Tord Hubert Lindström), född 14 september 1933, är en svensk kriminalförfattare som även skrivit böcker om inomhusväxter. 
Han var medlem i Skånska Deckarsällskapet och belönades 1970 med Expressens Sherlock-priset för romanen Ett mord på vägen samt 1976 för romanen Den andres död. 

## Priser och utmärkelser
- Sherlock-priset 1970
- Sherlock-priset 1976